# 布萊斯·約翰遜
布萊斯·約翰遜（英語：Bryce Owen Johnson，1977年4月18日—）是美國的一位演員。約翰遜出生在雷諾，但在5歲時全家搬到科羅拉多州丹佛。他出演過眾多電影和電視劇。